# Iglesia de San Nicolás (Merano)
La Iglesia de San Nicolás (en alemán: Pfarrkirche St. Nikolaus; en italiano: Chiesa di San Nicolò) es la iglesia parroquial de la ciudad de Merano, en el Tirol del Sur, al norte de Italia.
La iglesia está dedicada a San Nicolás, el santo patrono de la ciudad. Se encuentra al final de la Laubengasse en el antiguo centro de la ciudad entre el Domplatz y Pfarrplatz. Fue mencionada por primera vez en el 1220 y se amplió con el tiempo en el siglo XIV antes de tomar su forma definitiva en el año 1465. El estilo arquitectónico es principalmente gótico.
La iglesia consta de tres naves. Posee vidrieras bien conservada, y un gran rosetón sobre un portal de arco apuntado, una serie de esculturas de madera de santos y pinturas que datan de diferentes períodos. De particular importancia es el gran altar y el púlpito.
Por fuera existe una torre de reloj elevada, con un reloj que funciona con el sol. Lápidas antiguas cubren las paredes y hay varias pinturas de la vida de Jesucristo.
Detrás de la iglesia se encuentra la Capilla de Santa Bárbara (St.-Barbara-Kapelle).